# Erik Janža
Erik Janža, slovenski nogometaš, * 21. junij 1993, Predanovci
Janža je člansko kariero v prvi slovenski ligi začel pri klubu Mura 05 leta 2010, od leta 2013 do 2015 je igral za Domžale, v letih 2015 in 2016 je igral za Maribora.
18. novembra 2014 je debitiral v slovenski reprezentanci na prijateljski tekmi proti kolumbijski reprezentanci na stadionu Stožice.